# Leptodactylus savagei
Leptodactylus savagei es una especie de anfibio anuro de la familia Leptodactylidae.

## Distribución geográfica
Esta especie habita desde el nivel del mar hasta 660 m de altitud:
- en Costa Rica;
- en el este de Honduras;
- en el este de Nicaragua;
- en Panamá;
- en el norte de Colombia, en los departamentos de Chocó, Córdoba, Magdalena y Antioquia.[5]

## Descripción
Leptodactylus savagei mide de 106 a 156 mm para los machos y de 110 a 164 mm para las hembras.

## Etimología
Esta especie lleva el nombre en honor a Jay Mathers Savage.

## Publicación original
- Heyer, 2005 : Variation and taxonomic clarification of the large species of the Leptodactylus pentadactylus species group (Amphibia: Leptodactylidae) from Middle America, northern South America, and Amazonia. Arquivos de Zoologia Sao Paulo, vol. 37, n.º 3, p. 269-348[6]